# ホワイト・コリー

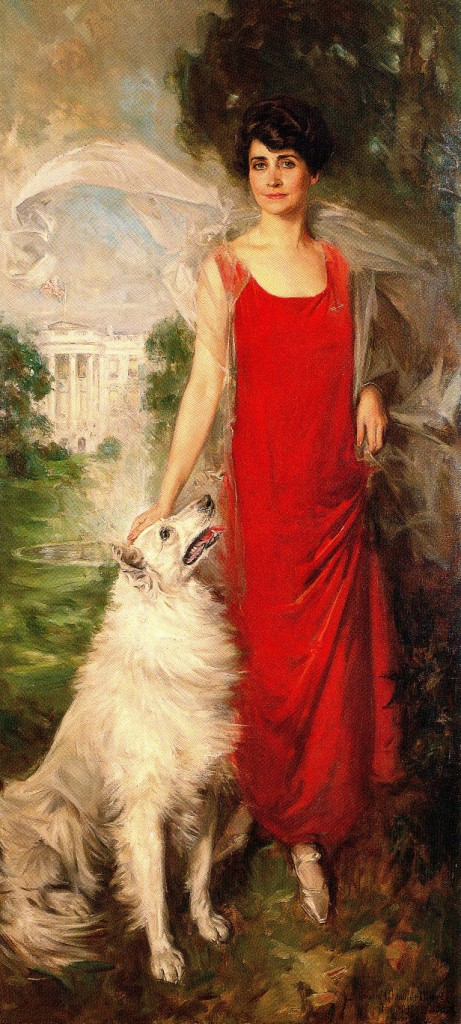
ホワイトハウスの所有する第30代アメリカ合衆国大統領カルビン・クーリッジの妻グレースの肖像画には、愛犬のホワイト・コリー、ロブロイが一緒に描かれている

ホワイト・コリー（英語: White Collie）は、ラフ・コリーの白色個体から作出された犬種である。19世紀のビクトリア朝時代のイギリスで流行した後、アメリカ合衆国でも人気を博した。
牧羊犬としてのラフ・コリーにおいては、ヒツジと区別がつきにくいため、白い毛色は好まれなかった。しかし、ペットやショードッグとしては人気があり、特にウォリックシャー州のブリーダーがヴィクトリア女王と皇太子に白色のコリーを贈ったことから、大人気となった。デズモンド・モリスによれば、これらのホワイト・コリーの作出過程では、より白い毛色とするためにサモエドとの交配が行われていたと推測される。
ホワイト・コリーは、王族はじめイギリスの貴族、次いでアメリカ合衆国の富裕層の間で流行し、一緒に写真を撮ることが流行した。イギリスでの流行はすぐに去ったが、アメリカ合衆国では犬種クラブが作られ、ラフ・コリーとは別の犬種として扱われるようになった。
現在、ホワイト・コリーとされる犬は、全身純白のものは非常に珍しく、通常は頭部やしっぽの上に濃いマーキングを持つ。そのほかの点はほとんどラフ・コリーと同じで、先細りのマズルで半垂れ耳、ふさふさしたサーベル形の垂れ尾を持つ。